# 15019 Ґінґолд
15019 Ґінґолд (15019 Gingold) — астероїд головного поясу, відкритий 29 вересня 1998 року.
Тіссеранів параметр щодо Юпітера — 3,647.